# پرچم صلح

نماد صلح

پرچم ایالات متحده با نماد صلح

طراحی‌های مختلفی برای پرچم صلح وجود دارد.

## پرچم سفید صلح
پرچم صلح سفید، یک طرح ابتکاری با هدف متحد کردن همه ملت‌ها در زیر یک نماد مشترک در روز جهانی صلح است. در حالی که نمادهای مختلفی منجمله شاخه زیتون و کبوتر برای صلح وجود دارد ولی هیچ پرچمی که به‌طور رسمی توسط سازمان ملل متحد برای این امر انتخاب شده باشد وجود ندارد. به همین دلیل این طرح پیشنهاد کرده‌است که، یک روز از هر سال در ۲۱ سپتامبر، هر کشور نسخه تمام سفید در پرچم ملی خود را برای نشان دادن اینکه که ما همه یکی هستیم بالا می‌برند. در سال ۲۰۱۳، سفارتخانه‌های کلمبیا، گینه استوایی و اکوادور در لندن رسماً برای حمایت از ابتکار بالا بردن یک نسخه بی‌رنگ از پرچم‌های مربوط خود بعنوان پرچم صلح را در ۲۱ سپتامبر توافق کردند.

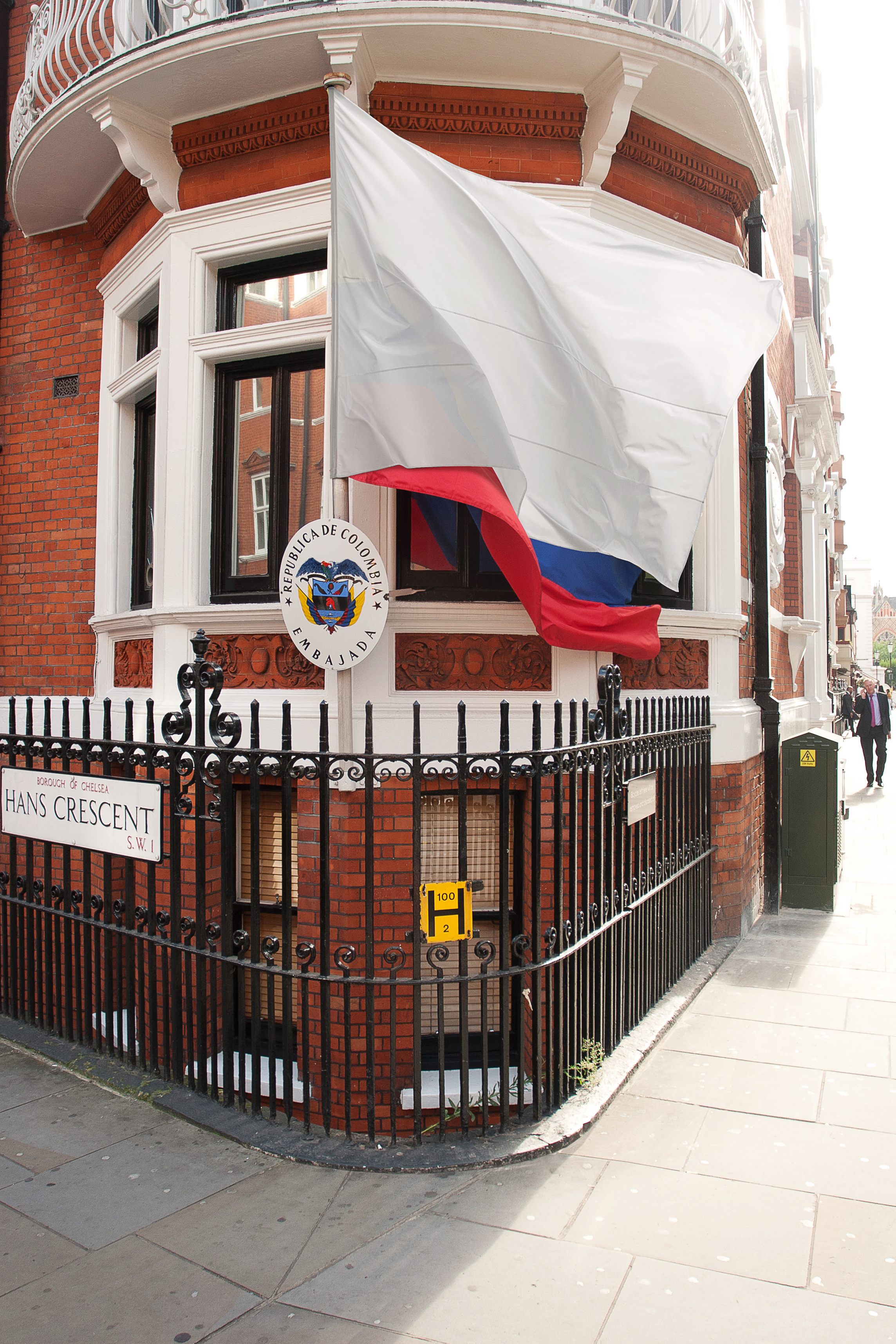
پرچم صلح کلمبیا
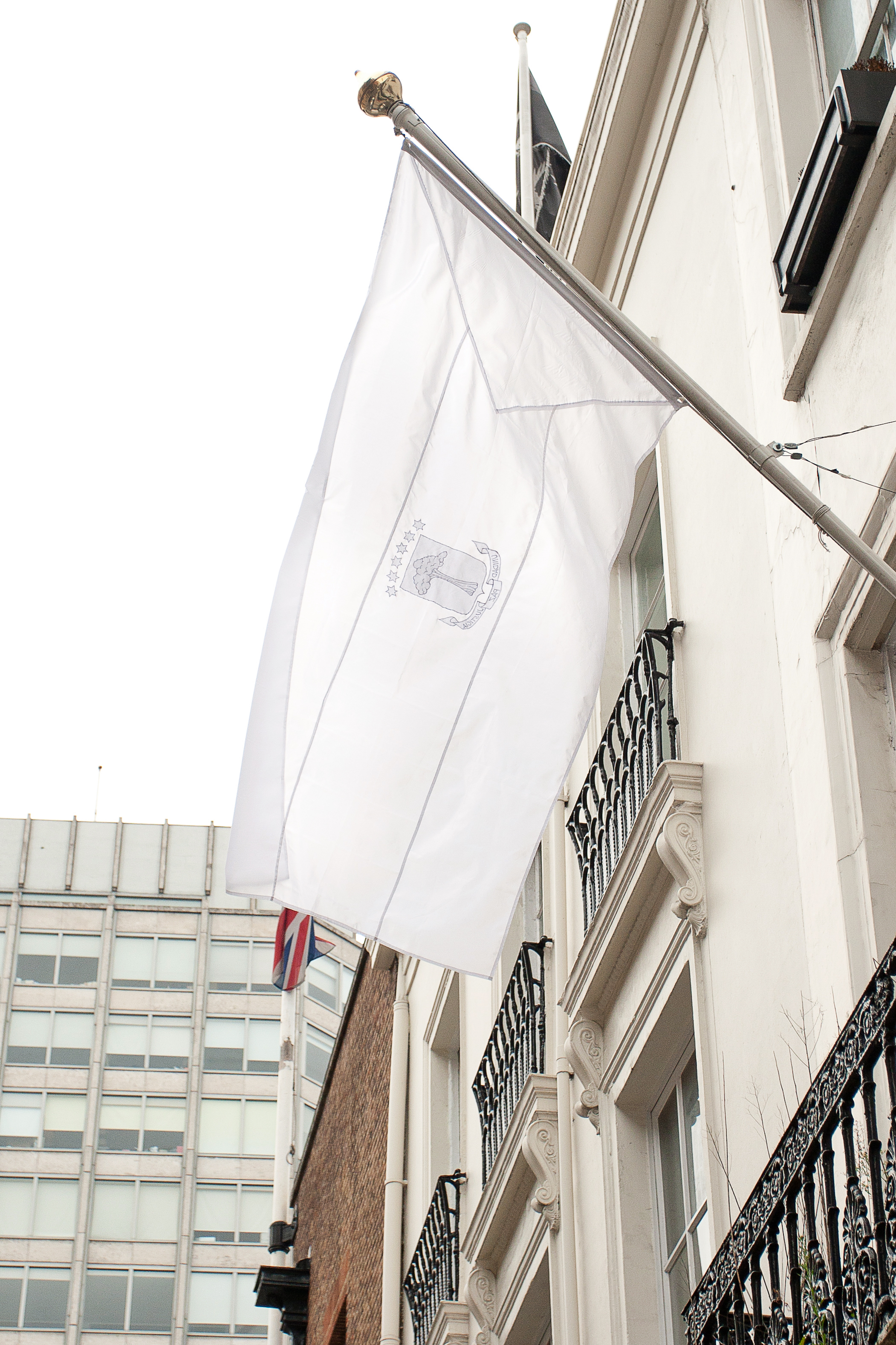
پرچم صلح گینه استوایی
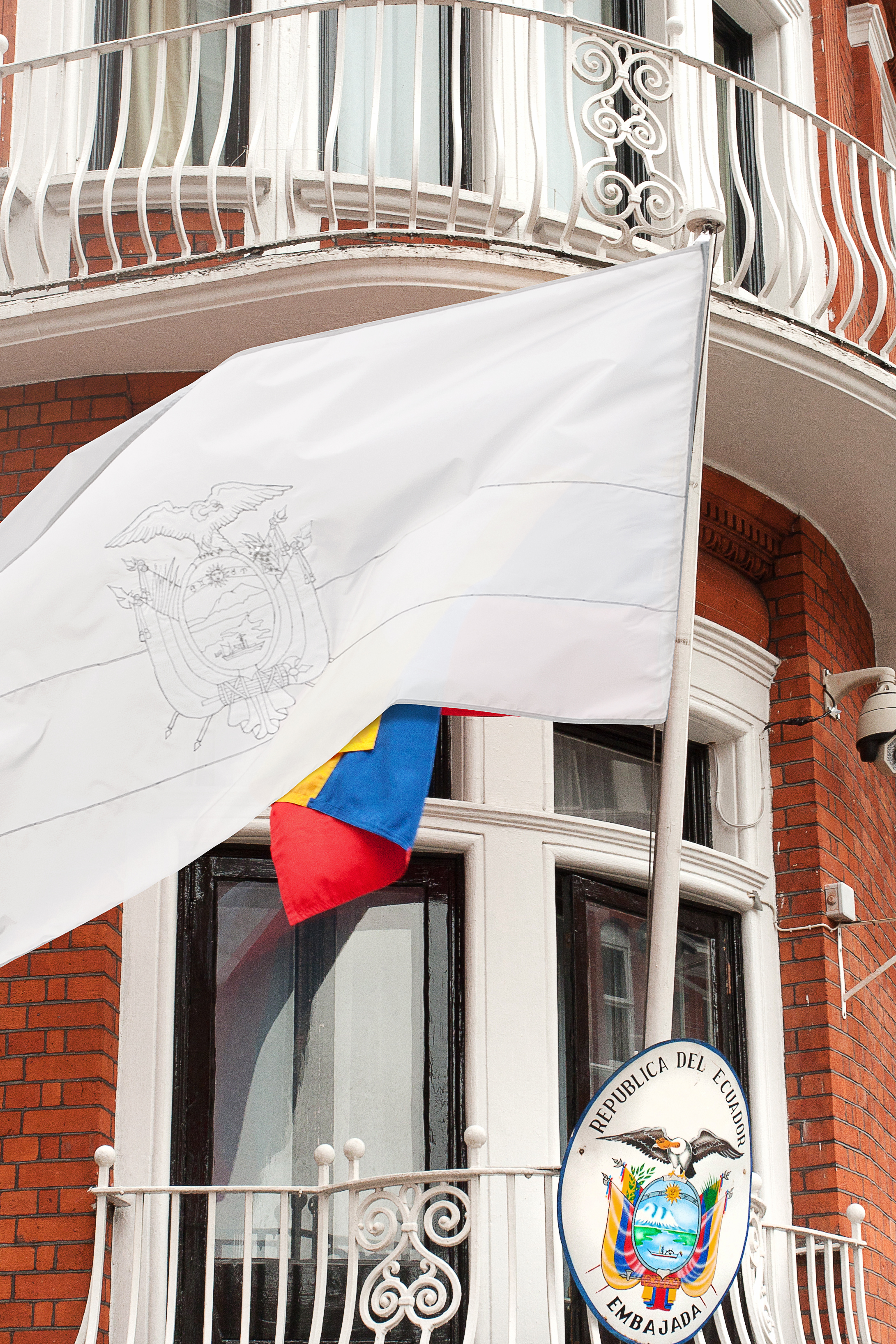
پرچم صلح اکوادور